# Bürgermeisterei Asbach
Die Bürgermeisterei Asbach war eine von zunächst zehn preußischen Bürgermeistereien, in welche sich der 1816 gebildete Kreis Neuwied im Regierungsbezirk Coblenz ursprünglich verwaltungsmäßig gliederte. Zur Bürgermeisterei gehörten acht Gemeinden und etwa 100 Dörfer, Weiler, Einzelhöfe und Mühlen. Der Verwaltungssitz der Bürgermeisterei war in Asbach. Bis 1848 gehörte die Bürgermeisterei zum Standesherrlichen Gebiet im Kreis Neuwied.
Die Bürgermeisterei wurde 1927 in Amt Asbach umbenannt.

## Gemeinden und Ortschaften

### Asbach
Als eigenständige politische Gemeinde wurde Asbach erst 1858 aus Teilen der Gemeinden Elsaff und Limbach gebildet. Hierzu gehörte das Kirchdorf innerhalb des Frankenwalls sowie Walgenbach und Parscheid. Anfangs war Asbach der Gemeinde Elsaff zugeordnet. Zum 16. März 1974 wurde die alte Gemeinde Asbach aufgelöst und aus ihr und den Gemeinden Limbach und Schöneberg sowie einem Teil der Gemeinde Elsaff die heutige Ortsgemeinde Asbach neu gebildet. Asbach hatte zu dem Zeitpunkt 1.106 Einwohner.
- Asbach

### Elsaff
Die Gemeinde Elsaff gehörte von 1817 an, zunächst als Honnschaft, zur Bürgermeisterei Asbach. Zum 16. März 1974 wurde diese Gemeinde aufgelöst und den heutigen Ortsgemeinden Asbach und Buchholz zugeordnet.
- Bennau A
- Bennauermühle A
- Buchholz (Teil) B
- Buchholzermühle B
- Büsch A
- Büschermühle A
- Diepenseifen B
- Drinhausen A
- Germscheid A
- Heck B
- Hofen A
- Köttingen A
- Köttingermühle A
- Krummenast B
- Limberg A
- Meierseifen A
- Muß B
- Oberelles B
- Pees A
- Rauenhahn A
- Rindhausen A
- Sauerwiese B
- Schluten A
- Unterelles B
- Wahl B
- Walgenbach A

### Griesenbach
Die Gemeinde Griesenbach gehörte von 1817 an, zunächst als Honnschaft, zur Bürgermeisterei Asbach. Zum 16. März 1974 wurde diese Gemeinde aufgelöst und die zugehörenden Ortschaften der heutigen Ortsgemeinde Buchholz zugeordnet.
- Elles
- Griesenbach
- Irmeroth
- Mendt
- Oberscheid
- Schellberg
- Übersehns
- Wallau

### Krautscheid
Die Gemeinde Krautscheid gehörte von 1817 an, zunächst als Honnschaft, zur Bürgermeisterei Asbach. Zum 16. März 1974 wurde diese Gemeinde aufgelöst und die zugehörenden Ortschaften der heutigen Ortsgemeinde Buchholz zugeordnet.
- Buchholz (Teil)
- Büllesbach
- Dammig
- Hammelshahn
- Jungeroth
- Krautscheid
- Priestersberg
- Seifen
- Solscheid
- Wallrath
- Wallrathermühle
- Wertenbruch

### Limbach
Die Gemeinde Limbach gehörte von 1817 an, zunächst als Honnschaft, zur Bürgermeisterei Asbach. Zum 16. März 1974 wurde diese Gemeinde aufgelöst und die zugehörenden Ortschaften der heutigen Ortsgemeinde Asbach zugeordnet.
- Ditscheid
- Graben
- Hurtenbach
- Hussen
- Krumbach
- Limbach
- Löhe
- Parscheid (Teil)
- Sessenhausen
- Wester
- Zurheiden

### Rederscheid
Die Honnschaft Rederscheid gehörte von 1817 bis 1823 zunächst zur Bürgermeisterei Altenwied und wurde nach deren Auflösung der Bürgermeisterei Asbach zugeordnet. Zum 7. November 1970 wurden die Gemeinden Rederscheid und Windhagen zusammengeschlossen und bilden seitdem die heutige Ortsgemeinde Windhagen.
- Frohnen
- Günterscheid
- Hallerbach
- Hohn
- Hohnermühle
- Köhlershohn
- Rederscheid
- Schweifeld

### Schöneberg
Die Honnschaft Schöneberg gehörte von 1817 bis 1823 zunächst zur Bürgermeisterei Neustadt und wurde aufgrund der Auflösung der Bürgermeisterei Altenwied und der damit verbundenen Neuordnung der Bürgermeisterei Asbach zugeordnet. Zum 16. März 1974 wurde die Gemeinde Schöneberg aufgelöst und die zugehörenden Ortschaften der heutigen Ortsgemeinde Asbach zugeordnet.
- Altenburg
- Altenhofen
- Dasbachermühle
- Diefenau
- Dinspel
- Ehrenstein
- Heide
- Hinterplag
- Kalscheid
- Kaltehöhe
- Kapaunsmühle
- Krankel
- Krumbachsmühle
- Krumscheid
- Marnettshäuschen
- Niedermühlen
- Oberplag
- Parscheid (Teil)
- Reeg
- Schöneberg
- Straßen
- Thelenberg
- Thelenbergermühle
- Wilsberg

### Windhagen
Die Honnschaft Windhagen gehörte von 1817 bis 1823 zunächst zur Bürgermeisterei Altenwied und wurde nach deren Auflösung der Bürgermeisterei Asbach zugeordnet. Zum 7. November 1970 wurden die Gemeinden Rederscheid und Windhagen zusammengeschlossen und bilden seitdem die heutige Ortsgemeinde Windhagen.
- Birken
- Birkenseifen
- Hecken
- Hüngsberg
- Johannisberg
- Niederwindhagen
- Oberwindhagen
- Stockhausen
- Vierwinden
- Windhagen

## Geschichte

### Ausgangslage
Die Bürgermeisterei Asbach war zusammen mit den Bürgermeistereien Altenwied und Neustadt nach 1815 aus dem seit Mitte des 13. Jahrhunderts bestehenden kurkölnischen Amt Altenwied entstanden.
Die Herrschaft Kurkölns endete 1803 mit dem Reichsdeputationshauptschluss. Das Gebiet des Amtes Altenwied wurde zunächst dem Fürstentum Wied-Runkel zugeordnet, kam 1806 aufgrund der Rheinbundakte zum Herzogtum Nassau und nach dem Wiener Kongress 1815 zum Königreich Preußen.
Hinsichtlich der lokalen Verwaltung übernahm die preußische Regierung die vorhandenen Strukturen, die aber aufgrund der unterschiedlichen vorherigen Herrschaftsverhältnisse in Details voneinander abwichen. Im Bereich der Bürgermeistereien Altenwied, Asbach und Neustadt hatten sich schon im Mittelalter Honnschaften als eine frühe Form von Gemeinden gebildet. Die Bezeichnung „Honnschaft“ wurde vorläufig beibehalten. Erst die Gemeinde-Ordnung für die Rheinprovinz vom 23. Juli 1845 regelte die einheitliche Bezeichnung „Gemeinde“.

### Veränderungen
Zur Bürgermeisterei Asbach gehörten zunächst die Honnschaften Elsaff, Griesenbach, Krautscheid und Limbach. Der Ort Asbach als Kirchdorf war ursprünglich keine Honnschaft.
Aufgrund der Auflösung der Bürgermeisterei Altenwied im Jahr 1823 und der Neuordnung der beiden anderen aus dem ehemaligen Amt Altenwied entstandenen Bürgermeistereien wurden Windhagen und Rederscheid der Bürgermeisterei Asbach zugeordnet. Gleichzeitig wurde Schöneberg aus der Bürgermeisterei Neustadt aus- und in die Bürgermeisterei Asbach eingegliedert.

### Amt Asbach
Die Bürgermeisterei Asbach wurde 1927, so wie alle Landbürgermeistereien in der Rheinprovinz, aufgrund des preußischen Gesetzes über die Regelung verschiedener Punkte des Gemeindeverfassungsrechts vom 27. Dezember 1927 in „Amt Asbach“ umbenannt.

### Verbandsgemeinde Asbach
Im Rahmen der Mitte der 1960er Jahre begonnenen rheinland-pfälzischen Verwaltungs- und Gebietsreform wurde zum 1. Oktober 1968 das Amt Asbach in die Verbandsgemeinde Asbach umgewandelt, vorläufig ohne Änderungen bei der Zugehörigkeit der Gemeinden. Am 7. November 1970 wurden die Verbandsgemeinden Asbach und Neustadt (Wied) aufgelöst und die heutige Verbandsgemeinde Asbach neu gebildet.

## Bürgermeister
| - 1817–1823 Josef Klein - 1823–1838 Friedrich Anton Mäurer - 1838–1875 Johann Zimmermann - 1875–1878 Friedrich Karl Heinrich von Gundlach - 1878–1885 Richard Bidgenbach - 1886–1905 Ludwig Kunz - 1905–1907 Hermann Collignon | - 1907–1930 Franz Xaver Rixen - 1930–1934 Hubert Diewald - 1934–1945 Josef Kuhn - 1945–1947 Philipp Schönberg - 1947–1955 Albert Leo Nettmann - 1955–1970 Edmund Buchholz - 1970–1974 Lorenz Klein |